# Mohamed Ben Guittoun
Mohamed Ben Guittoun (ou Mohamed Ben Guitoun) (arabe : محمد بن قيطون) est un célèbre poète algérien mort à la fin du XIXe siècle. 

## Biographie
Mohamed Ben Guittoun est originaire de la localité de Sidi Khaled (près de Biskra), il compose en 1878 Hiziya (ou Haïziya), une élégie qui fera sa renommée dans le Sud constantinois. Le poème, qui célèbre la mémoire de Hizia Bouakkaz (1855-1878), la bien-aimée de son ami Sayyad, morte dans la fleur de l'âge, « a été chanté par les plus brillants interprètes » de musique melhoun.

## Œuvres
Parmi ses œuvres, citons :
- Hiziya